# Élections législatives de 2012 dans le Tarn
Les élections législatives françaises de 2012 se déroulent les 10 et 17 juin 2012. Dans le département du Tarn, trois députés sont à élire dans le cadre de trois circonscriptions.

## Élus
Département redécoupé en 3 circonscriptions
| Circonscription | Député sortant   | Parti | Parti | Député élu ou réélu | Parti          | Parti          |
| --------------- | ---------------- | ----- | ----- | ------------------- | -------------- | -------------- |
| 1re             | Jacques Valax    |       | PS    | Philippe Folliot    |                | AC             |
| 2e              | Thierry Carcenac |       | PS    | Jacques Valax       |                | PS             |
| 3e              | Philippe Folliot |       | AC    | Linda Gourjade      |                | PS             |
| 4e              | Bernard Carayon  |       | UMP   | Siège supprimé      | Siège supprimé | Siège supprimé |

## Impact du redécoupage territorial
La disparition de la 4e circonscription provoque une réorganisation des trois autres circonscriptions comme suit : la nouvelle 1re circonscription est l'ancienne 3e à laquelle se rajoutent les cantons d'Albi-Centre, Albi-Est, Albi-Sud, Castres-Est, Valence-d'Albigeois et Villefranche-d'Albigeois mais ayant échangé le canton de Castres-Nord contre le canton d'Anglès avec la nouvelle 3e circonscription; cette dernière est l'ancienne 4e à ce précédent échange près; la nouvelle 2e circonscription peut être vue comme une fusion des anciennes 1re et 2e circonscriptions, qui perdrait les cantons rajoutés à la nouvelle 1re.

## Résultats

### Résultats à l'échelle du département
| Parti          | Parti                                           | Premier tour | Premier tour | Second tour | Second tour | Sièges |  |
| Parti          | Parti                                           | Voix         | %            | Voix        | %           | Sièges |  |
| -------------- | ----------------------------------------------- | ------------ | ------------ | ----------- | ----------- | ------ |  |
|                | Parti socialiste                                | 63 745       | 35,41        | 94 208      | 55,62       | 2      |  |
|                | Divers gauche dont MRC                          | 8 816        | 4,90         |             |             | 0      |  |
|                | Europe Écologie Les Verts                       | 5 567        | 3,09         | 0           |             |        |  |
|                | Majorité présidentielle                         | 78 128       | 43,40        | 94 208      | 55,62       | 2      |  |
|                |                                                 |              |              |             |             |        |  |
|                | Union pour un mouvement populaire               | 29 688       | 16,49        | 30 564      | 18,04       | 0      |  |
|                | Alliance centriste                              | 18 215       | 10,12        | 25 156      | 14,85       | 1      |  |
|                | Divers droite dont DLR, PCD                     | 10 879       | 6,04         |             |             | 0      |  |
|                | Droite parlementaire                            | 58 782       | 32,65        | 55 720      | 32,89       | 1      |  |
|                |                                                 |              |              |             |             |        |  |
|                | Front national                                  | 26 590       | 14,77        | 19 461      | 11,49       | 0      |  |
|                | Front de gauche                                 | 12 297       | 6,83         |             |             | 0      |  |
|                | Extrême gauche dont LO, NPA et POI              | 1 890        | 1,05         | 0           |             |        |  |
|                | Divers écologiste dont LT-LNÉ, MHAN, AÉI et MÉI | 1 671        | 0,93         | 0           |             |        |  |
|                | Régionaliste                                    | 652          | 0,36         | 0           |             |        |  |
|                |                                                 |              |              |             |             |        |  |
| Inscrits       | Inscrits                                        | 283 961      | 100,00       | 283 928     | 100,00      | 3      |  |
| Abstentions    | Abstentions                                     | 100 286      | 35,32        | 105 016     | 36,99       |        |  |
| Votants        | Votants                                         | 183 675      | 64,68        | 178 912     | 63,01       |        |  |
| Blancs et nuls | Blancs et nuls                                  | 3 665        | 2            | 9 523       | 5,32        |        |  |
| Exprimés       | Exprimés                                        | 180 010      | 98           | 169 389     | 94,68       |        |  |

### Résultats par circonscription

#### Première circonscription (Albi-Castres)
| Candidat       | Candidat                       | Parti               | Premier tour | Premier tour | Second tour | Second tour |  |
| Candidat       | Candidat                       | Parti               | Voix         | %            | Voix        | %           |  |
| -------------- | ------------------------------ | ------------------- | ------------ | ------------ | ----------- | ----------- |  |
|                | Gérard Poujade                 | PS                  | 18 985       | 35,71        | 24 372      | 49,21       |  |
|                | Philippe Folliot sortant réélu | AC (MoDem, NC, PRV) | 13 090       | 24,62        | 25 156      | 50,79       |  |
|                | Richard Amalvy                 | UMP                 | 8 414        | 15,83        |             |             |  |
|                | Frédéric Cabrolier             | FN                  | 7 019        | 13,20        |             |             |  |
|                | Géraldine Rouquette            | FG (PCF)            | 3 267        | 6,14         |             |             |  |
|                | Benoist Couliou                | EÉLV                | 1 767        | 3,32         |             |             |  |
|                | Fanny Tourraille               | NPA                 | 282          | 0,53         |             |             |  |
|                | Vincent Lopez                  | LO                  | 182          | 0,34         |             |             |  |
|                | Jean-Pierre Roustit            | AÉI                 | 160          | 0,30         |             |             |  |
|                |                                |                     |              |              |             |             |  |
| Inscrits       | Inscrits                       | Inscrits            | 83 084       | 100,00       | 83 057      | 100,00      |  |
| Abstentions    | Abstentions                    | Abstentions         | 28 989       | 34,89        | 30 797      | 37,08       |  |
| Votants        | Votants                        | Votants             | 54 095       | 65,11        | 52 260      | 62,92       |  |
| Blancs et nuls | Blancs et nuls                 | Blancs et nuls      | 929          | 1,72         | 2 732       | 5,23        |  |
| Exprimés       | Exprimés                       | Exprimés            | 53 166       | 98,28        | 49 528      | 94,77       |  |

#### Deuxième circonscription (Albi-Carmaux)
| Candidat       | Candidat                    | Parti              | Premier tour | Premier tour | Second tour | Second tour |  |
| Candidat       | Candidat                    | Parti              | Voix         | %            | Voix        | %           |  |
| -------------- | --------------------------- | ------------------ | ------------ | ------------ | ----------- | ----------- |  |
|                | Jacques Valax sortant réélu | PS                 | 29 407       | 46,47        | 38 969      | 66,69       |  |
|                | Marie-Christine Boutonnet   | FN                 | 11 041       | 17,45        | 19 461      | 33,31       |  |
|                | Henri Del Rey               | MPF (UMP)          | 10 217       | 16,15        |             |             |  |
|                | André Boudes                | FG (PCF)           | 5 238        | 8,28         |             |             |  |
|                | Catherine Manuel            | EÉLV               | 2 453        | 3,88         |             |             |  |
|                | Françoise Rodet             | AC                 | 1 928        | 3,08         |             |             |  |
|                | Fabien Charry               | MHAN               | 758          | 1,20         |             |             |  |
|                | Pascal Thibaut              | DLR                | 662          | 1,05         |             |             |  |
|                | Gisèle Berlic               | Régionaliste (POC) | 652          | 1,03         |             |             |  |
|                | Loïc Escaich                | NPA                | 371          | 0,59         |             |             |  |
|                | Boris Gimenez-Sastre        | LO                 | 277          | 0,44         |             |             |  |
|                | Christian Demeautis         | POI                | 172          | 0,27         |             |             |  |
|                | Jean-Pierre Camo            | AÉI                | 102          | 0,16         |             |             |  |
|                | Jean-Pierre Moreno          | MHAN               | 0            | 0,00         |             |             |  |
|                |                             |                    |              |              |             |             |  |
| Inscrits       | Inscrits                    | Inscrits           | 102 423      | 100,00       | 102 421     | 100,00      |  |
| Abstentions    | Abstentions                 | Abstentions        | 37 570       | 36,68        | 39 649      | 38,71       |  |
| Votants        | Votants                     | Votants            | 64 853       | 63,32        | 62 772      | 61,29       |  |
| Blancs et nuls | Blancs et nuls              | Blancs et nuls     | 1 575        | 2,43         | 4 342       | 6,92        |  |
| Exprimés       | Exprimés                    | Exprimés           | 63 278       | 97,57        | 58 430      | 93,08       |  |

#### Troisième circonscription (Castres-Mazamet)
| Candidat       | Candidat                | Parti          | Premier tour | Premier tour | Second tour | Second tour |  |
| Candidat       | Candidat                | Parti          | Voix         | %            | Voix        | %           |  |
| -------------- | ----------------------- | -------------- | ------------ | ------------ | ----------- | ----------- |  |
|                | Bernard Carayon sortant | UMP            | 21 274       | 33,47        | 30 564      | 49,75       |  |
|                | Linda Gourjade élue     | PS             | 15 353       | 24,15        | 30 867      | 50,25       |  |
|                | Didier Houlès           | Divers gauche  | 8 816        | 13,87        |             |             |  |
|                | Jean-Paul Piloz         | FN             | 8 530        | 13,42        |             |             |  |
|                | Philippe Guérineau      | FG (PCF)       | 3 792        | 5,97         |             |             |  |
|                | Anne Laperrouze         | AC             | 3 197        | 5,03         |             |             |  |
|                | Francine Ricouart       | EÉLV           | 1 347        | 2,12         |             |             |  |
|                | Véronique Ruschke       | LT-LNÉ         | 529          | 0,83         |             |             |  |
|                | Chantal Tressens        | LO             | 229          | 0,36         |             |             |  |
|                | Antoine Dequidt         | NPA            | 213          | 0,34         |             |             |  |
|                | Jean Fauché             | Extrême gauche | 164          | 0,26         |             |             |  |
|                | Sandrine Gauthier       | AÉI            | 122          | 0,19         |             |             |  |
|                |                         |                |              |              |             |             |  |
| Inscrits       | Inscrits                | Inscrits       | 98 454       | 100,00       | 98 450      | 100,00      |  |
| Abstentions    | Abstentions             | Abstentions    | 33 727       | 34,26        | 34 570      | 35,11       |  |
| Votants        | Votants                 | Votants        | 64 727       | 65,74        | 63 880      | 64,89       |  |
| Blancs et nuls | Blancs et nuls          | Blancs et nuls | 1 161        | 1,79         | 2 449       | 3,83        |  |
| Exprimés       | Exprimés                | Exprimés       | 63 566       | 98,21        | 61 431      | 96,17       |  |